# Devers (Texas)
Devers ist eine Stadt im Liberty County im US-Bundesstaat Texas in den Vereinigten Staaten. Das U.S. Census Bureau hat bei der Volkszählung 2020 eine Einwohnerzahl von 361 ermittelt.

## Geografie
Die Stadt liegt im Südosten von Texas, ist im Osten etwa 70 Kilometer von Louisiana, im Südosten etwa 55 Kilometer vom Golf von Mexiko entfernt.

## Geschichte
Bei der Gründung im Jahr 1832 hieß die Siedlung Carter Station, benannt nach einem der ersten Siedler, später Dever's Woods, nach Thomas Philip und John Dever. Um 1870 bekam der Ort Anschluss an die Texas and New Orleans Railroad und 1874 das erste Postbüro. 1892 wurde der Name dann in die heutige Form geändert.

## Demografische Daten
Nach der Volkszählung im Jahr 2000 lebten hier 416 Menschen in 141 Haushalten und 111 Familien. Die Bevölkerungsdichte betrug 85,9 Einwohner pro km². Ethnisch betrachtet setzte sich die Bevölkerung zusammen aus 69,47 % weißer Bevölkerung, 14,90 % Afroamerikanern, 0,24 % amerikanischen Ureinwohnern, 0,00 % Asiaten, 0,00 % Bewohnern aus dem pazifischen Inselraum und 13,94 % aus anderen ethnischen Gruppen. Etwa 1,44 % waren gemischter Abstammung und 20,43 % der Bevölkerung waren spanischer oder lateinamerikanischer Abstammung.
Von den 141 Haushalten hatten 36,9 % Kinder unter 18 Jahre, die im Haushalt lebten. 63,8 % davon waren verheiratete, zusammenlebende Paare. 12,8 % waren allein erziehende Mütter und 20,6 % waren keine Familien. 16,3 % aller Haushalte waren Singlehaushalte und in 8,5 % lebten Menschen, die 65 Jahre oder älter waren. Die Durchschnittshaushaltsgröße betrug 2,95 und die durchschnittliche Größe einer Familie belief sich auf 3,31 Personen.
30,3 % der Bevölkerung waren unter 18 Jahre alt, 5,8 % von 18 bis 24, 28,6 % von 25 bis 44, 22,8 % von 45 bis 64, und 12,5 % die 65 Jahre oder älter waren. Das Durchschnittsalter war 34 Jahre. Auf 100 weibliche Personen aller Altersgruppen kamen 97,2 männliche Personen. Auf 100 Frauen im Alter von 18 Jahren und darüber kamen 87,1 Männer.
Das jährliche Durchschnittseinkommen eines Haushalts betrug 30.278 USD, das Durchschnittseinkommen einer Familie 31.042 USD. Männer hatten ein Durchschnittseinkommen von 30.625 USD gegenüber den Frauen mit 15.208 USD. Das Prokopfeinkommen betrug 14.962 USD. 22,6 % der Bevölkerung und 23,6 % der Familien lebten unterhalb der Armutsgrenze. Davon waren 23,5 % Kinder und Jugendliche unter 18 Jahren und 16,7 % waren 65 oder älter.